# Шуто Оризари
Шуто Оризари, наричан и Шутка (на македонска литературна норма: Шуто Оризари, Шутка), е квартал на Скопие, столицата на Северна Македония, разположен в северните части на града. От 1996 година кварталът е център на едноименната община Шуто Оризари. Основното население на Шуто Оризари са роми.

## История
В края на XIX век Шуто Оризари е малко българско село в Скопска каза на Османската империя. Според статистиката на Васил Кънчов („Македония. Етнография и статистика“) към 1900 година в Шуто Оризари живеят 84 българи християни.
След Междусъюзническата война в 1913 година селото попада в Сърбия.
На етническата си карта от 1927 година Леонард Шулце Йена показва Оризаре (Orizare) като село с неясен етнически състав.
На етническата си карта на Северозападна Македония в 1929 година Афанасий Селишчев отбелязва Оризари като българско село.
Шуто Оризари започва да се разраства след Скопското земетресение от 1963 година. След възстановяването на Скопие и околностите му в селото започва да се заселва предимно циганско население. Гербът на квартала включва чакрата от циганското знаме.
Според преброяването от 2002 година Шуто Оризари има 15 353 жители.
| Националност     | Всичко |
| Северномакедонци | 481    |
| Албанци          | 1205   |
| Турци            | 49     |
| Роми             | 13 201 |
| Власи            | 0      |
| Сърби            | 34     |
| Бошняци          | 138    |
| Други            | 245    |

## Личности
Родени в Шуто Оризари
- Есма Реджепова (р. 1943), музикантка от Северна Македония
- Мухарем Сербезовски (р. 1950), певец от Северна Македония
- Неждет Мустафа (р. 1962), политик от Северна Македония, депутат от Обединената партия за еманципация
- Шабан Салиу (р. 1961), политик от Северна Македония, депутат от Демократични сили на ромите